# بيتي ديفيس
بيتي ديفيس (بالإنجليزية: Betty Davis)‏ (26 يوليو 1945 - 9 فبراير 2022)، هي مغنية، ومغنية مؤلفة، وملحنة، وكاتبة غنائية، وعارضة أمريكية، ولدت في دورهام، كارولاينا الشمالية.

## روابط خارجية
- بيتي ديفيس على موقع IMDb (الإنجليزية)
- بيتي ديفيس على موقع ميوزك برينز (الإنجليزية)
- بيتي ديفيس على موقع أول ميوزيك (الإنجليزية)
- بيتي ديفيس على موقع ديسكوغز (الإنجليزية)